# Paul Duseigneur
Paul Charles Duseigneur (31. ledna 1822 Crest, Drôme – 30. ledna 1895 Lyon) byl francouzský fotograf.

## Životopis
Paul Duseigneur patřil k rodině protestantského původu, a od 50. do 70. let 19. století se prosadil jako fotograf v Lyonu. Některé své fotografie podepisoval pseudonymem Domini.
Byl bratrem Édouarda Duseigneura, manželem Louisy Kléber, z papíren Blanchet Frères et Kléber, a tedy strýcem malíře-rytce Georgese Duseigneura.
Paul Duseigneur je autorem četných pohledů na města a krajinu jihovýchodní Francie, ale i Švýcarska. Velkou sbírku jeho plaket a tisků lze nalézt ve Francouzské národní knihovně.
Duseigneur umřel v Lyonu den před svými 73. narozeninami.

## Galerie

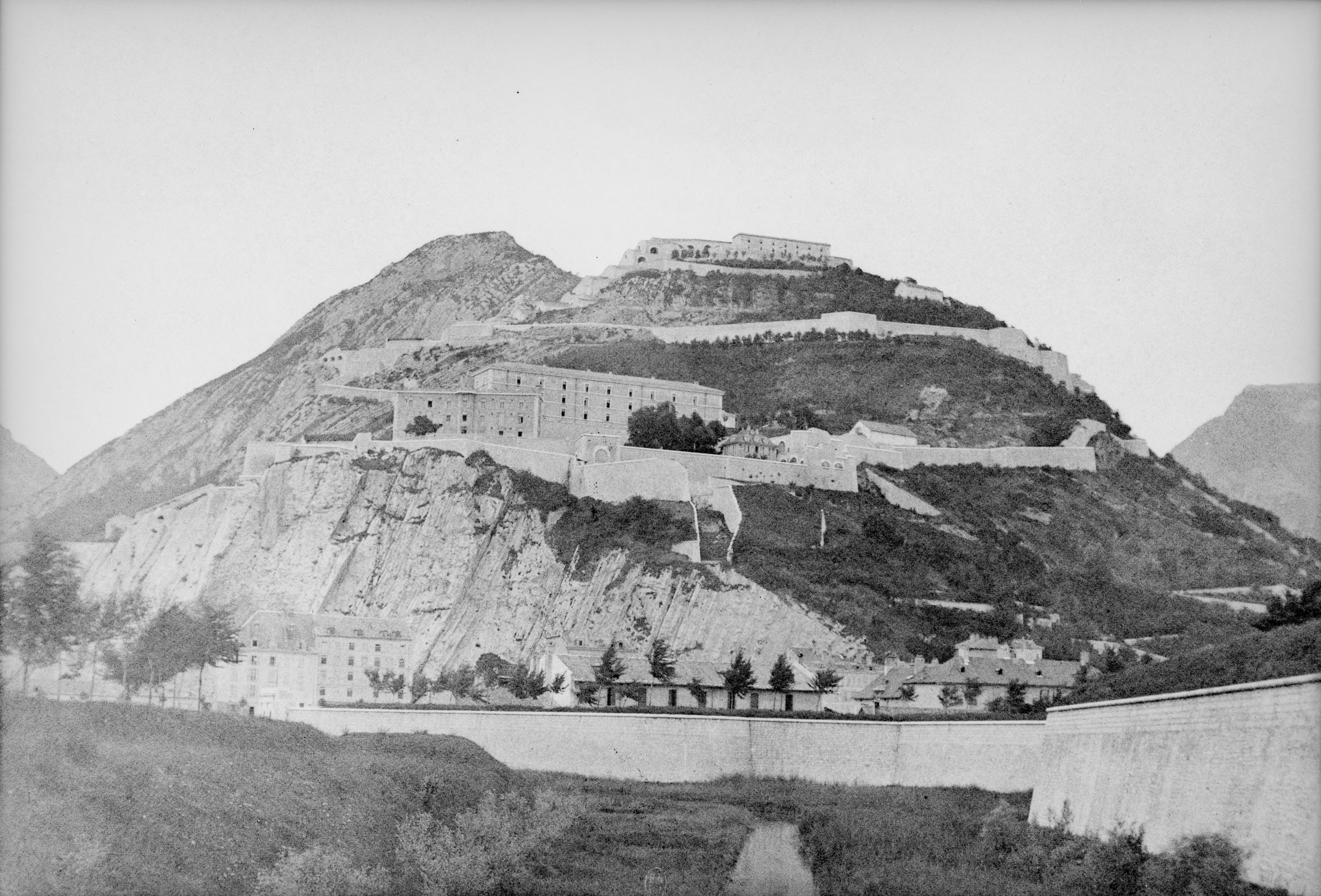
Bastille Grenoble, 1855–1875
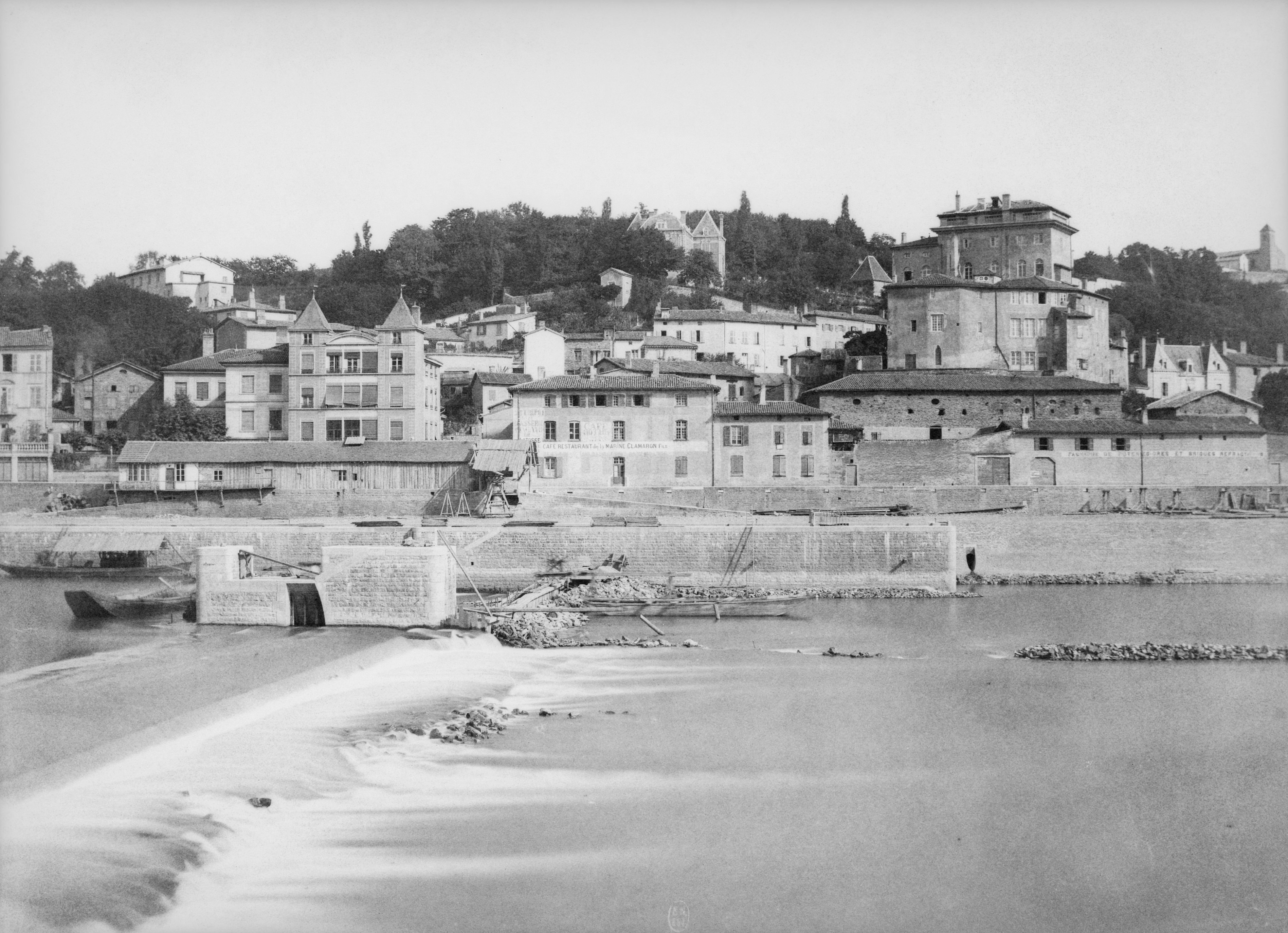
Caluire-Saône Cuire-le-Bas Barrage
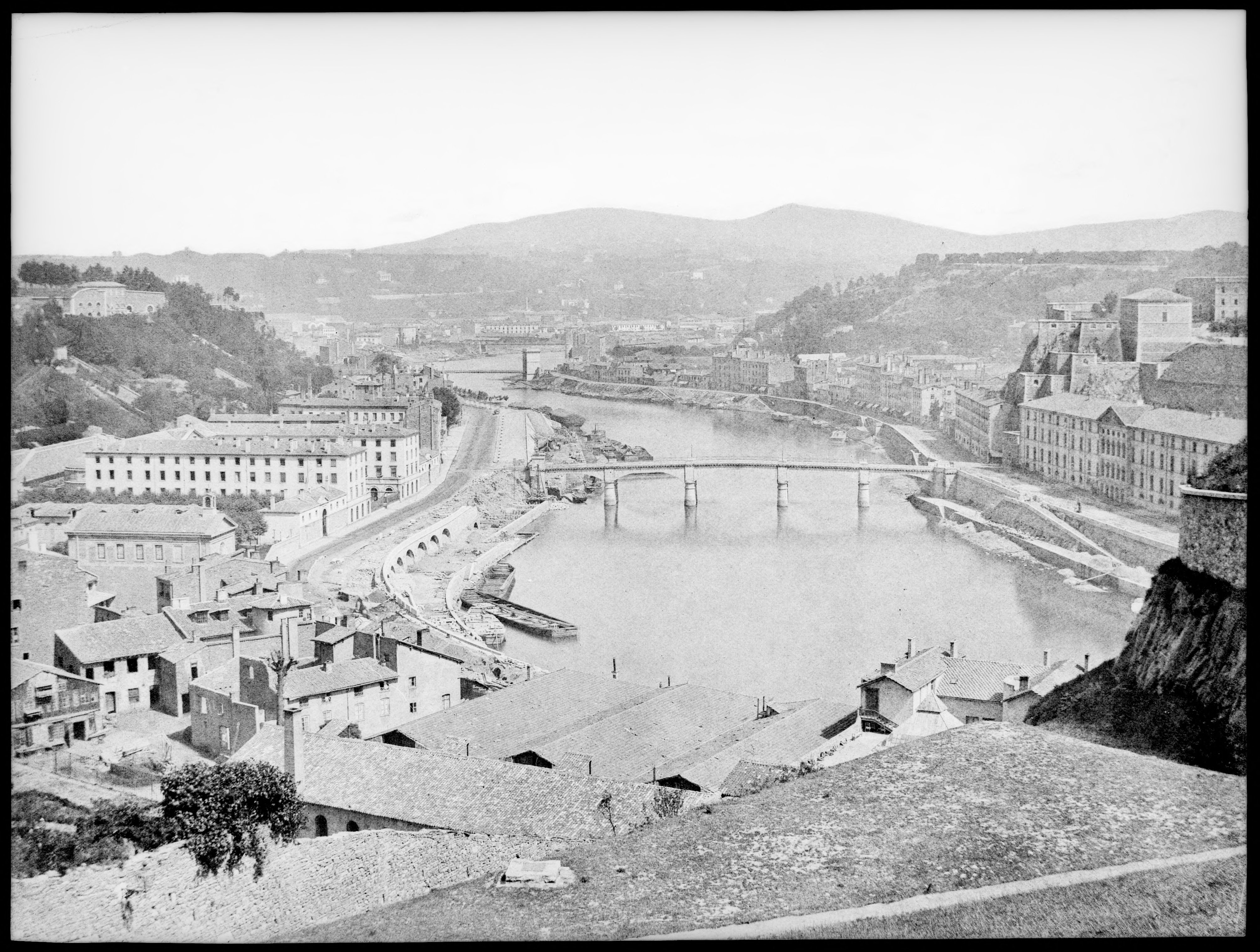
Lyon Saône Pont de Serin Vaise Forts
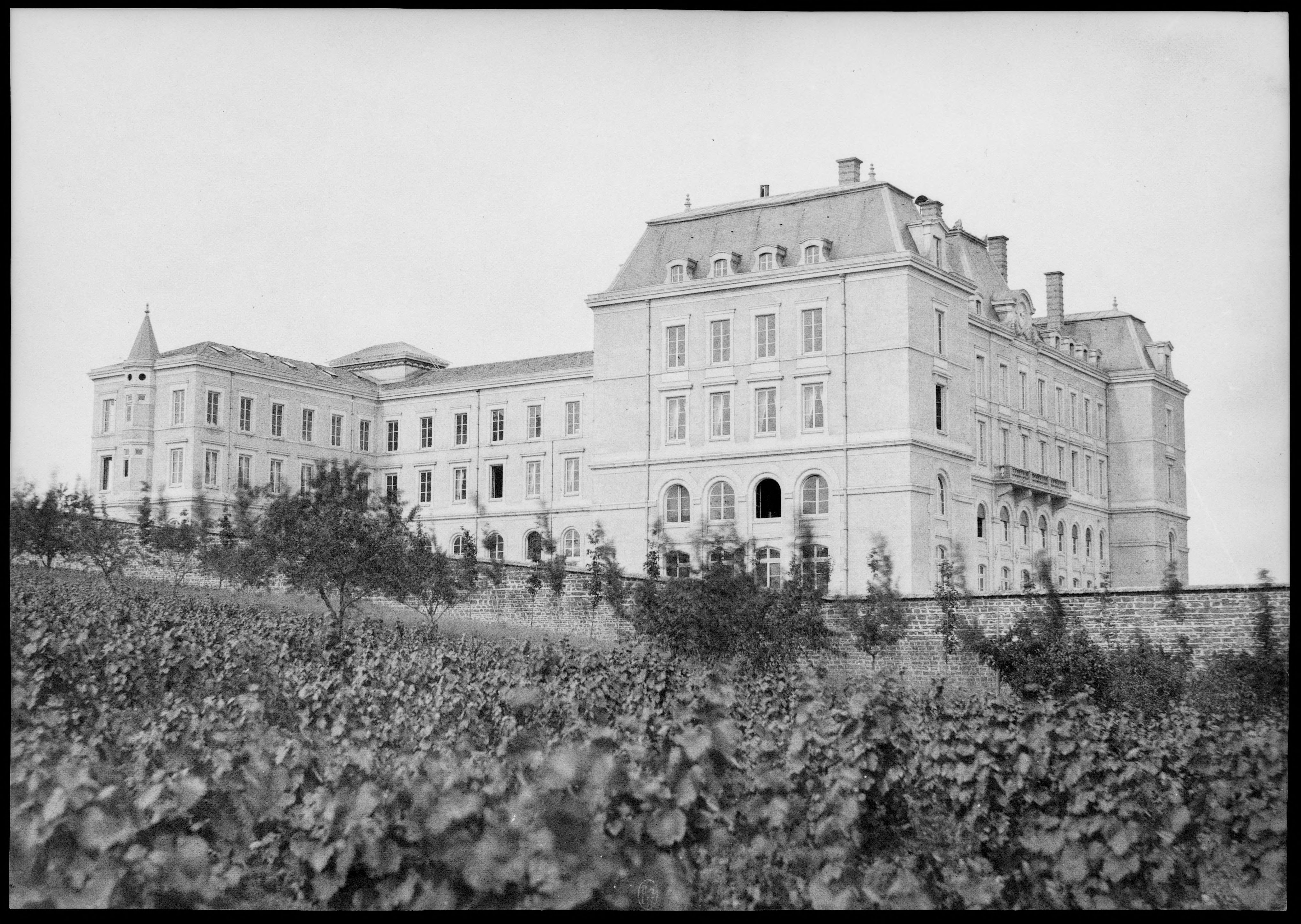
Collège Saint-Rambert, Lyon